# Creativos culturales
Creativos culturales (en inglés estadounidense «Cultural Creatives», cuyo sentido es algo más próximo a «creadores de cultura», traducción preferida por algunos) refiere a un vasto grupo sociocultural que se encontraría en la vanguardia del cambio social, introducido como concepto sociocultural y caracterizado por el sociólogo Paul Ray y por el psicólogo Sherry Anderson, ambos estadounidenses. Esta expresión agrupa a individuos que tienen en común querer adoptar una visión «global» e «integral» del mundo, así como explicitar la conveniencia de una serie de valores.
Los individuos que componen este especial grupo sociocultural buscan particularmente favorecer el desarrollo personal y espiritual, en detrimento de la usual y hoy día generalizada dependencia respecto de las modas del consumismo, ubicando así al ser humano en el centro de la sociedad, a la par de rechazar los distintos tipos de degradaciones medioambientales (especialmente las inducidas por la explotación exagerada de los recursos naturales), y también tratando de encontrar soluciones nuevas a problemas individuales comunes y a problemas sociales (por ejemplo, evitando y combatiendo la falsa antinomia entre compromiso y vida personal).
Algunas estimaciones señalan que los creativos culturales representaban menos del 4 % de la población norteamericana antes de los años 1960, mientras que rondaban el 26 % de la población adulta en 1999 (cincuenta millones de personas) y el 34,9 % de la población adulta en 2008 (ochenta millones de personas).

## En Estados Unidos
La expresión creativos culturales introducida por Paul Ray y Sherry Anderson y su significación, es el punto central del libro The Cultural Creatives: How 50 Million People Are Changing the World (Harmony Books, octubre de 2000), traducido al francés y editado por la editorial Yves Michel con el título L'émergence des créatifs culturels: Enquête sur les acteurs d'un changement de société. Este concepto, traducido en francés por «créatifs culturels» y en español por «creativos culturales», podría ser igualmente traducido como «créateurs de culture» o «creadores de cultura», respectivamente, ya que los nuevos actores que se podrían incorporar estarían tan capacitados como los anteriores para «inventar» una nueva cultura para el siglo XXI, léase incluso una nueva civilización.
El periodista francés Patrice Van Eersel, de la revista Nouvelles Clés, aprecia en todo esto el surgimiento de una cultura posmodernista.
Los creativos culturales promueven e impulsan cuatro polos de valores, que de diversas maneras intentan poner en práctica:
1. Apertura a valores feministas (lugar de la mujer en la esfera pública, problemática de la violencia y la discriminación…).
2. Integración de valores ecológicos y en relación con el desarrollo durable (con marcado interés por la alimentación biológica y por el cuidado de la salud por métodos más naturales…).
3. Implicación societaria (implicación individual y solidaria para con la sociedad y para el entorno social próximo de cada persona…).
4. Desarrollo personal (dando importancia al desarrollo espiritual y de valores, y prestando gran interés a las nuevas formas de espiritualidad y a las relaciones familiares; la idea central podría ser: «primero conócete a ti mismo si quieres influir sobre el mundo»…).

En lo básico, los creativos culturales se dividen en dos subpoblaciones:
- Un nodo central que se dice «avanzado». Son los «creativos culturales espiritualistas», líderes de la nueva cultura, que a la vez se preocupan de los aspectos medioambientales, de los aspectos sociales tales como la justicia social y la armonía familiar, así como también del desarrollo «psicoespiritual» de los individuos.

- Una periferia casi únicamente preocupados por el medioambiente. Son los «creativos culturales ecologistas», que apenas dan importancia a los aspectos espirituales y sociales. Para estos creativos culturales, el vínculo entre desarrollo personal y compromiso social con la ecología no sería esencial, y por tanto, en principio, se debería desarrollar de forma prudente y poco acentuada.

Según Patrice Van Eersel, «la génesis de los creativos culturales no tiene nada de misterioso», porque serían los «herederos» o «descendientes» de numerosas ONG activas a partir de los años 1960 (movimientos feministas, movimientos por los derechos civiles, movimientos pacifistas, movimientos ecologistas…).
Según otros, y situándose en la hora actual, lo más característico de una mayoría de los creativos culturales es que no tienen consciencia de su existencia como grupo. Dicho de otro modo, la mayoría de las personas que entran en la categoría de «creativos culturales» se sienten relativamente aislados y como «bichos raros», estimando tal vez que no sobrepasaría un valor comprendido entre 1 % y 5 % la proporción de población que tiene convicciones similares a las suyas y que desarrollan formas de actuación parecidas o asimilables.
En Estados Unidos, entre el 20 % y el 25 % de la población no se siente ni un conservador religioso ni un modernista propiamente dicho, o sea, no se siente perteneciente a ninguno de los dos grupos socioculturales más reconocidos en Estados Unidos, y precisamente a este nuevo grupo sociocultural emergente se le suele dar el nombre de creativos culturales.
Según investigaciones realizadas, este fenómeno emergente no es propio ni de algunas categorías socioprofesionales, ni de una determinada etnia, ni aun determinado rango de edades, salvo tal vez cierta predominancia en cuanto a individuos con buen nivel educativo y con un pasar económico sin sobresaltos. Este detalle ha sido el que ha inducido a Paul Ray y Sherry Anderson a señalar que lo que se gesta en torno a los creativos culturales es un movimiento de fondo y no una moda pasajera, como en su momento lo fue, por ejemplo, el movimiento hippie.

## La segunda oleada de estudios
Luego del primer estudio sobre los creativos culturales realizado por Paul Ray y Sherry Anderson, se constituyó un grupo internacional bajo el padrinazgo del Club de Budapest dirigido por el filósofo húngaro Ervin Laszlo, para realizar estudios con similar orientación en diversos países, como Francia, Alemania, Hungría, Países Bajos, Noruega, Italia o Japón, entre otros.
Y en 2008, el sociólogo Paul H. Ray realizó un nuevo sondeo nacional en Estados Unidos, con el objetivo de actualizar los datos referentes a los creativos culturales. Los resultados de este último estudio indican que ese grupo emergente constituiría, en el 2008, el 34,9 % de la población norteamericana adulta, o sea, unos ochenta millones de personas. Por su parte, los estudios antes citados indican que los creativos culturales serían entre 33 % y 37 % de la población adulta de Europa Occidental y de Japón (digamos una media de 35 %).

## En Francia
La encuesta sobre los creativos culturales en Francia comenzó hacia fines de 2005, y los resultados fueron sintetizados hacia fines de 2006. Esa encuesta muestra que esa familia sociocultural engloba al 17 % de los franceses de más de quince años.
Un libro titulado Les créatifs culturels en France fue publicado en febrero de 2007. Este estudio fue propiciado por la Association pour la Biodiversité Culturelle, la que conformó un grupo de investigación bajo la dirección científica del sociólogo Jean-Pierre Worms.
Un primer encuentro nacional de creativos culturales en Francia tuvo lugar el 31 de mayo y 1 de junio de 2008 en Cevenas.

## En Bélgica
El primer encuentro de creativos culturales en Bélgica (francófona) tuvo lugar el 29 de agosto de 2009 en Louvain-la-Neuve, donde se reunieron más de 450 personas.
El segundo encuentro de este tipo tuvo lugar el 25 de septiembre de 2010 en la Abadía de Floreffe, confirmando plenamente su tendencia creadora y su fortalecimiento en cuanto al número y compromiso de los interesados.